# Père de toutes les bombes
La bombe thermobarique d’aviation à puissance accrue (en russe : Авиационная вакуумная бомба повышенной мощности – АВБПМ), surnommée « Père de toutes les bombes » (en russe : Папа всех бомб, sigle en anglais : FOAB), est une arme thermobarique russe se présentant sous la forme d'une bombe non guidée de grande puissance, larguée par avion. 
Cette arme serait donc l'arme conventionnelle (non nucléaire) la plus puissante au monde. Cependant, certains spécialistes américains de la défense mettent en doute, non l'existence, mais la taille, la puissance et l'intérêt opérationnel de cette arme. Elle a été révélée le lendemain du succès de son premier test en grandeur réelle le 11 septembre 2007, après avoir été parachutée, selon les sources russes, d'un Tupolev Tu-160.

## Description et caractéristiques

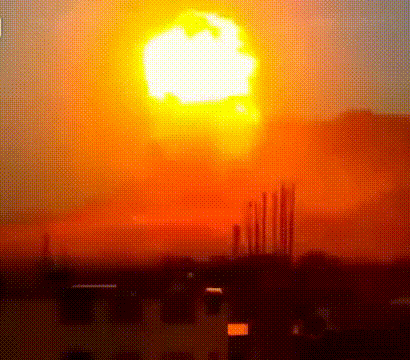
Explosion de la bombe le 11 septembre 2007.

L'armée russe décrit la bombe comme une arme thermobarique contenant 7,1 tonnes d'un explosif créé à l'aide de nanotechnologies, générant l'équivalent de 44 tonnes de TNT,,. ce qui en fait la plus puissante bombe non nucléaire du monde,. En comparaison, elle serait quatre fois plus puissante que la MOAB américaine (surnommée la Mother of all bombs, que l'on peut traduire par « Mère de toutes les bombes ») qui, selon les informations américaines, développe l'équivalent de 11 tonnes de TNT à partir d'un explosif de 8 tonnes. Son rayon de destruction est de 300 mètres, le double de la MOAB,.
Les armes thermobariques sont un type d'explosif qui utilise l'oxygène environnant pour participer à une explosion à haute température dans un large rayon. L'onde de choc générée par ces explosifs est plus longue et plus intense que celle des bombes traditionnelles. Les armes thermobariques sont considérées comme les explosifs non nucléaires les plus destructeurs. Le mode de fonctionnement le plus courant repose sur un explosif air-carburant (EAC), un dispositif à deux charges dont la première disperse un nuage chimique que la seconde fait exploser, créant une puissante onde de choc efficace y compris contre les positions fortifiées ou fermées comme les bunkers et les abris de combat.
Bien que ses effets aient été comparés à ceux d'une arme nucléaire, elle contient l'équivalent de 0,3 % de la puissance de la bombe A larguée sur Hiroshima — qui a dégagé l'équivalent de 15 000 tonnes de TNT. La bombe Davy Crockett, l'un des plus petits engins nucléaires américains jamais mis en service, pouvait dégager un minimum de 20 tonnes de TNT mais elle servait surtout à irradier une cible dans le but de freiner l'avancée de troupes.
Voici les dégâts que cause une explosion de 44 tonnes de TNT en terrain dégagé (qui équivaut approximativement à la puissance de l'explosion de l'usine AZF de Toulouse, en terrain obstrué) :
- Dans un rayon de 100 mètres : destruction totale des structures en béton armé, 100 % de décès dans cette zone,
- Dans un rayon de 210 mètres elle entraînerait des dommages graves aux structures en béton armé.
- Dans un rayon de 250 mètres : destruction des constructions ordinaires et provoque des dommages modérés à graves aux structures en béton armé. Elle ferait un fort pourcentage de morts et blessés dans cette zone.
- Dans un rayon de 490 mètres : dommages graves aux constructions ordinaires et faibles aux structures en béton armé.
- Dans un rayon de plusieurs kilomètres : dommages faibles à très faibles aux constructions ordinaires.

La température produite est telle que tout ce qui vit est vaporisé, selon un analyste américain.
Au moment où les russes ont communiqué sur cette bombe en 2007, des experts américains ont émis des doutes sur son opérationnalité.

## Utilisation
Des rapports non confirmés par le ministère de la Défense russe font état de l'utilisation de cette bombe par les forces russes le 8 septembre 2017, contre l'Etat Islamique lors de la guerre civile syrienne,. 
Pendant l'invasion de l'Ukraine par la Russie en 2022, l'ambassadrice d’Ukraine aux États-Unis accuse l'armée russe d'avoir utilisé le « Père de toutes les bombes » contre les Ukrainiens, sans que cela ne soit confirmé.